# Decalatge de la càrrega
El decalatge de la càrrega consisteix a emmagatzemar energia en un moment determinat per alliberar-la en un altre moment. N'és un exemple la utilització de bateries per emmagatzemar energia eòlica o solar fotovoltaica per tal d'utilitzar-la quan el vent no bufi o en dies ennuvolats o de nit, quan no fa sol. Subtipus de decalatge de la càrrega són la gestió dels pics de demanda i l'anivellament de les corbes de càrrega.
La gestió dels pics de demanda és una variant de decalatge de la càrrega que consisteix a emmagatzemar una petita quantitat d'energia durant hores de baixa demanda i baix preu per després alliberar-la en hores punta, quan la demanda i el preu són més elevats. La gestió dels pics de demanda la porten a terme els consumidors per tal de rebaixar la despesa energètica.
L'anivellament de les corbes de càrrega és una variant de decalatge de la càrrega on s'emmagatzema quantitats elevades d'energia quan el seu cost de producció és baix (en temps de baixa demanda, de nit, per exemple) per alliberar-la en temps d'alta demanda. El solen portar a terme grans empreses, habitualment les empreses generadores d'energia.